# Distretto di Chojniki
Il distretto di Chojniki (in bielorusso Хойніцкі раён?) è un distretto (raën) della Bielorussia appartenente alla regione di Homel'.